# Несухі Ертегюн
Несухі Ертегюн (англ. Nesuhi Ertegün; 26 листопада 1917, Стамбул — 15 квітня 1989, Нью-Йорк) — турецько-американський музичний продюсер, керівний співробітник лейблів звукозапису Atlantic Records і WEA International.
Більшу частину життя працював на лейблі Atlantic Records і його підлейблах. Прийшов у компанію в 1956 році, через 6 років після її заснування його братом Ахметом Ертегюном і Хербом Абрамсоном. Спочатку Несухі займався розвитком альбомного підрозділу і розширював каталог джазових альбомів лейблу. За роки роботи в Atlantic Records продюсував таких виконавців, як Джон Колтрейн, Чарльз Мінгус, Орнетт Коулман, Modern Jazz Quartet, і багатьох інших. Потім на Atlantic він також став працювати з виконавцями ритм-н-блюзу та рок-н-ролу — зокрема, був продюсером кількох пластинок Рея Чарльза, The Drifters, Боббі Даріна і Роберти Флек.
У 1991 році Несухі Ертегюн був включений до Зали слави рок-н-ролу (в категорії «Життєві досягнення»).